# Caça-clique

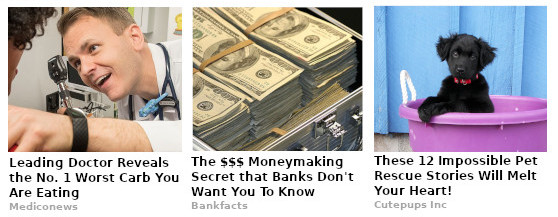
Exemplos de caça-cliques. Da esquerda para a direita: "Autoridade da medicina revela o pior carbo que você está comendo" / "O segredo lucrativo que os bancos não querem que você saiba" / "Essas 12 histórias impossíveis de resgates de bichos de estimação vão derreter seu coração!"

Caça-clique ou isca de cliques (adaptação ao português de clickbait) é um termo que se refere a conteúdo da Internet que é destinado à geração de receita de publicidade on-line, normalmente às custas da qualidade e da precisão da informação, por meio de manchetes sensacionalistas e/ou imagens em miniatura chamativas para atrair cliques e incentivar o compartilhamento do material pelas redes sociais. Manchetes caça-cliques costumam prover somente o mínimo necessário para deixar o leitor curioso, mas não o suficiente para satisfazer essa curiosidade sem clicar no conteúdo vinculado.
Em 2014, o uso em larga escala de caça-cliques começou a ser rechaçado por internautas. O jornal satírico The Onion lançou um novo site chamado ClickHole, que parodiava sites caça-cliques como o Upworthy e o BuzzFeed, e em agosto de 2014, o Facebook anunciou que estava tomando medidas técnicas para reduzir o impacto de caça-cliques em sua rede, usando, entre outros sinais, o tempo que o usuário passou visitando a página lincada como um meio de distinguir caça-cliques de outros conteúdos.